# 7+ME Link
7+ME Link（ナナメリンク）は、ファッション雑誌『Popteen』が運営するガールズユニットプロジェクト。2020年に第一弾アーティストとして女性ダンスボーカルユニット「MAGICOUR（マジックアワー）」を結成し、2021年に第二弾アーティストとして女子中高生アイドルユニット「PureGi（ぷれっぢ）」を結成した。

## MAGICOUR

### メンバー
☆は在籍メンバー。プロフィールは公式ファンクラブを参照。
| ★ | 愛称            | 名前                       | 生年月日              | 出身地 | 血液型 | 身長  | 加入 | カラー       |
| - | --------------- | -------------------------- | --------------------- | ------ | ------ | ----- | ---- | ------------ |
|   | YUA ゆあてぃー  | 筒井結愛 つつい ゆあ       | 2004年1月8日（21歳）  | 愛知県 | B型    | 169cm | 初期 |              |
|   | TARU タルちゃん | 福富つき ふくとみ つき     | 2002年9月21日（22歳） | 大阪府 | O型    | 168cm | 初期 |              |
| ☆ | YUME ゆめぽて   | 川端結愛 かわばた ゆめ     | 2004年4月14日（20歳） | 京都府 | B型    | 164cm | 初期 | ピンク       |
| ☆ | MICHU みちゅ    | 長谷川美月 はせがわ みつき | 2002年9月16日（22歳） | 石川県 | A型    | 163cm | 初期 | グリーン     |
| ☆ | RICOPA りこぱ   | 川西莉子 かわにし りこ     | 2005年10月2日（19歳） | 大阪府 | O型    | 159cm | 二期 | ライトブルー |
|   | AMU あむあむ    | 下山碧夢 しもやま あむ     | 2005年7月12日（19歳） | 愛知県 | O型    | 166cm | 二期 |              |
|   | MYUKA みゅみゅ  | 菱田海佑香 ひしだ みゅうか | 2003年1月30日（22歳） | 兵庫県 | AB型   | 172cm | 三期 |              |
| ☆ | KOKONA ここたん | 緒方心菜 おがた ここな     | 2005年8月18日（19歳） | 熊本県 | A型    | 167cm | 四期 | イエロー     |
| ☆ | KIRARI きららん | 島田キラリ しまだ キラリ   | 2004年12月6日（20歳） | 長崎県 | B型    | 155cm | 四期 | オレンジ     |

### ディスコグラフィ
シングル　
1. MAGIC（2020年11月25日）
2. Getcha（2021年2月13日）
3. Our Days (feat. YOSHIKI EZAKI)（2021年32
4. Wanna Gonna (ワナガナ)（2021年9月14日）

### ミュージックビデオ
1. MAGIC - YouTube
2. Getcha - YouTube
3. Our Days (feat. YOSHIKI EZAKI) - YouTube
4. Wanna Gonna (ワナガナ) - YouTube

## PureGi

### メンバー
☆は在籍メンバー。プロフィールは公式ウェブサイトを参照。
| ★ | 愛称              | 名前                       | 生年月日               | 出身地   | 血液型 | 加入 | 役職              |
| - | ----------------- | -------------------------- | ---------------------- | -------- | ------ | ---- | ----------------- |
|   | HIMARI こあきゅん | こあさひまり こあさ ひまり | 2002年9月13日（22歳）  | 福岡県   | O型    | 初期 | 元リーダー 宣伝部 |
| ☆ | MOEKA もえちゃぽ  | 北島萌加 きたじま もえか   | 2003年7月4日（21歳）   | 栃木県   | AB型   | 初期 | 総務部            |
| ☆ | ANN あんころ      | 山本杏 やまもと あん       | 2006年5月16日（18歳）  | 神奈川県 | O型    | 初期 | 営業部            |
|   | KOKORO こころん   | 荻野心 おぎの こころ       | 2005年6月7日（19歳）   | 愛知県   | B型    | 初期 | 人事部            |
| ☆ | MIYU みゆまる     | 上田美夢 うえだ みゆ       | 2006年2月5日（19歳）   | 千葉県   | A型    | 二期 | 広報部            |
| ☆ | ALICE ありるん    | 藤田苺花 ふじた アリス     | 2008年6月20日（16歳）  | 千葉県   | A型    | 二期 | 広報部            |
| ☆ | KIRARI キラリ     | 島田キラリ しまだ きらり   | 2004年12月6日（20歳）  | 長崎県   | O型    | 三期 | クリエイティブ課  |
| ☆ | RINA りな         | 中畑里捺 なかはた りな     | 2007年12月10日（17歳） | 福岡県   | AB型   | 三期 | 広報部            |
| ☆ | AIRI あいり       | 棚原藍里 たなはら あいり   | 2003年9月17日（21歳）  | 京都府   | AB型   | 三期 | 秘書課            |

### ディスコグラフィ
シングル　
1. ＃BFF（2021年5月15日）
2. President Girls!（2021年5月15日）
3. MeZaSe★JO↑JO↑（2021年7月6日）
4. One More Time -時よ戻りたまえ-（2021年11月13日）
5. PureLove（2021年12月25日）
6. ハチハチナナ（2022年2月18日）

### ミュージックビデオ
1. MeZaSe★JO↑JO↑ - YouTube

## 出演

### ウェブ番組
- ナナポプ（テレ朝動画、2020年8月7日 - 現在）